# ایستگاه بورارد
ایستگاه بورارد (انگلیسی: Burrard station) یک ایستگاه زیرزمینی در خط اکسپو (اسکای‌ترین) سیستم حمل و نقل سریع مترو در مترو ونکوور اسکای‌ترین (ونکوور) است. این ایستگاه در مرکز شهر ونکوور در خیابان بورارد جایی که خیابان‌های ملویل و دانسمویر به هم می‌رسند، واقع شده‌است و پایانه غربی R5 Hastings St است که به دانشگاه سایمون فریزر خدمات ارائه می‌کند.